# Jan Albin z Krakowa
Jan Albin z Krakowa (ur. w Krakowie, zm. 1529 w Rzymie) – polski duchowny katolicki i doktor prawa kanonicznego. Wykładowca Uniwersytetu Krakowskiego.

## Życiorys
Doktorat uzyskał najprawdopodobniej we Włoszech, został inkorporowany na uniwersytet w 1504 roku, ale już na przełomie 1510 i 1511 został z niego wydalony z powodu zaniedbywania swoich obowiązków.
Podczas pracy na Wydziale Prawa był seniorem Bursy Prawników i posiadał św. Jana ante portam Latinam i zobligowany był do prowadzenia wykładów z Dekretałów Grzegorza IX.
Po wydaleniu z uniwersytetu piastował funkcje kościelne: m.in. był kanclerzem biskupa Jana Latalskiego, kanonikiem kolegiaty wileńskiej i altarystą ołtarza Bożego Ciała w krakowskim kościele św. Anny. Był przyjacielem Grzegorza z Szamotuł, który był egzekutorem jego testamentu.
W 1529 roku udał się do Rzymu, gdzie zmarł w wyniku ran zadanych mu przez żołnierzy niemieckich.